# Begův most (Staničenje)
Begův most (srbsky Бевог мост/Begov most) se nachází u vesnice s názvem Staničenje u města Pirot na jihovýchodě Srbska. Přestože je starý přes tisíc let, nebyl nikdy dokončen. Vést měl přes řeku Temštica.
Most vznikl v 2. nebo 3. století n. l. v době existence Římské říše. Sloužil pro potřeby obchodní stezky, která spojovala dnešní Balkán s centry říše na východě. Do současné doby není známo, proč se most jmenuje „Begův“, ani proč nebyl nikdy dokončen. Pravděpodobně však byl pojmenován podle tureckého správce (bega) ze 17. století, který nařídil jeho opravu; i on ale neuspěl ho dobudovat tak, aby oblouky spojily oba břehy řeky. V minulosti býval provizorně doplňován různými dřevěnými konstrukcemi. 
V současné době je most kulturní památkou. V souvislosti s nedávnou výstavbou dálnice z Niše k bulharské hranici byl proveden v blízkosti mostu archeologický průzkum, který odhalil řadu dobových artefaktů a rané křesťanské pohřebiště.